# Hrvatske gramatike
Prva je hrvatska gramatika napisana prije četiri stoljeća. Uglavnom nam je razumljiva i danas jer je hrvatski jezik u njoj čakavsko-štokavski stiliziran. Od tada do danas hrvatsko je gramatičarstvo izrazito plodno, napisano je sedamdesetak gramatika s brojnim ponovljenim izdanjima.
Gramatika kajkavskog književnog jezika je napisano šest (s ponovljenim izdanjima i više).

## Kronološki pregled hrvatskih gramatika

### Hrvatske štokavske gramatike
- Bartol Kašić, Institutiones linguae Illyricae libri duo., Rim, 1604., (Pretisci: Slavistische Forschungen herausgegeben von Reinhold Olesch, Band 21, Böhlau Verlag, Köln, Wien, 1977.; Most/The Bridge, Zagreb, 1990.; Institut za hrvatski jezik i jezikoslovlje, Zagreb, 2002.
- Juraj Križanić, Gramatično izkazanje ob ruskom jeziku, Tobolsk, 1665. (Objavljeno transkribirano latinicom: Sabrana djela Jurja Križanića, knjiga 2, Juraj Križanić Gramatično izkazanje ob ruskom jeziku, JAZU, Zagreb, 1894.)
- Ardelio Della Bella, Instruzioni grammaticali della lingua illirica, Venecija 1728., Dubrovnik, 21785., (Oba izdanja u rječniku: Dizionario italiano, latino, ilirico.); Principi elemetari della grammatica illirica, Dubrovnik, 1873.
- Blaž Tadijanović, Svaschta po mallo illiti kratko sloxenye immenah, i ricsih u illyrski, i nyemacski jezik, Koje sloxio Blax Thaddianovich, Magdeburg, 1761., Tropava, (2. izd.) 1766.
- Matija Antun Reljković, Nova slavonska, i nimacska grammatika. Neue Slavonische und Deutsche Grammatik, Zagreb, 1767., Beč, (2.) 1774., (3.) 1789.
- Marijan Lanosović, Neue Einleitung zur Slavonischen Sprache mit einem nützlichen Wörter- und Gesprächbuche, auch einem Anhange verschiedener deutscher und slavonischer Briefe und einem kleinen Titularbuche versehen, Osijek, 1778., (2.) 1789.; Anleitung zur Slavonischen Sprachlehre sammt einem nützlichen Anhange mit verschiedenen Gesprächen, deutsch- slavonisch- und hungarischen Wörterbuche, Briefe, Benennung der vornehmsten geist- und weltlichen Würden, dann vorzüglichsten Festtäge und anderern Personen versehen, Ofen, 1795.
- Josip Jurin (Josephi Giurini), Grammatica Illyricae juventuti latino-Italoque sermone instruendae accomodata, Venecija, 1793. - Slovkigna slavnoj slovinskoj mladosti diackim illirickim i talianskim izgovorom napravglena, Mletczi, 1793.
- Josip Voltić, Grammatica illirica, Beč, 1803. (u rječniku: Ricsoslovnik (Vocabolario, Wörterbuch) illiricskoga, italianskoga i nimacskoga jezika s'jednom pridpostavlienomm grammatikom ili pismenstvom: sve ovo sabrano i sloxeno od Jose Voltiggi Istranina)
- Franjo Marija Appendini (Francesko Maria Appendini), Grammatica della lingua Illirica compilata dal padre Francesco Maria Apependini delle scuole pie proffesore di eloquenza nel collegio di Ragusa, Dubrovnik, 1808., (2.) 1828., (3.) 1848., (4.) 1850.
- Šime Starčević, Nova ricsoslovnica iliricska vojnicskoj mladosti krajicsnoj poklonjena trudom i nastojanjem Shime Starscevicha xupnika od Novog u Lici, Trst, 1812. (pretisak: Institut za hrvatski jezik i jezikoslovlje, Zagreb, 2002.)
- Ignjat Alojzije Brlić, Grammatik der illyrischen Sprache, wie solche in Boßnien, Dalmazien, Slawonien, Serbien, Ragusa rc. dann von den Illyriern in Banat und Ungarn gesprochen wird. Für Teutsche verfaßt und herausgegeben von Ignatz Al. Berlich, Ofen, 1833.; Grammatik der illirischen Sprache, wie solche in Dalmatien, Kroatien, Slawonien, Bosnien, Serbien, und von den Illiriern in Ungarn gesprochen wird. Für Deutsche verfaßt und herausgegeben von Ignaz Al. Berlić. Zweite durchgesehene und verbesserte Auflage, Agram, 1842.; Grammatik der illirischen Sprache, wie solche in den südslawischen Ländern Serbien, Bosnien, Slavonien, Dalmatien, Kroatien und den Illiriern und Serben in Ungarn und der Vojvodina gesprochen wird. Für Deutsche verfaßt und herausgegeben von Ignaz Al. Berlić. Dritte Auflage. Agram, 1850.
- Vjekoslav Babukić, Osnova slovnice slavjanske narěčja ilirskoga uredjena Věkoslavom Babukićem. Danica ilirska, II, 1836, br. 10, str. 37-40; br. 11, str. 41-44; br. 12, str. 45-48; br. 13, str. 49-52; br. 14, str. 53-56; br. 15, str. 57-60; kao otisak s istim naslovom i iste godine tiskano u Zagrebu; prijevod na njemački Rudolf Frölich: Grundzüge der Illirischen Grammatik, durchaus mit der neuen Ortographie, Wien 1839.; prijevod na talijanski Ivan Kaznačić.: Elementi della grammatica illirica secondo la nouova ortografia di Viekoslavo Babukić con una prefazione filologica di Rodolfo Frölich, Zara, 1846., (2.) 1851., (3.) 1865.; Grundzüge der Ilirischen Sprachlehre, prijevod na talijanski Vladislava Vežića: Fondamenti della grammatica illirica – u Ilirsko-nĕmačko-talianskom malom rĕčniku Josipa Drobnića, 1846. – 1849.; Ilirska slovnica, Zagreb, 1854.
- Antun Mažuranić, Temelji ilirskoga i latinskoga jezika za početnike, Zagreb 1839., (2.) 1842.; Slovnica Hèrvatska za gimnazije i realne škole, Dio I: Rĕčoslovje, Zagreb 1859., (2.) 1861., (3.) 1866., (4.) 1869.
- Rudolf Fröhlich Veselić, Der kleine Illirier, Beč 1840.; Anleitung zur Erlernung der vier slavischen Hauptsprachen, Beč. 1847.; Theoretische-praktische Taschen-Grammatik der ilirischen Sprache, Beč, 1850, [...] Grammatik der illirischen Sprache, wie solche in Dalmatien, Kroatien, Slawonien, Bosnien, Serbien, im südlichen Ungarn und in einem Theile der Militärgrenze gesprochen wird, (3.) 1861., (4.) 1865.
- Ilija Rukavina Ljubački, Kroatische Abänderungs- und Abwandlungs-Formen nebst den Regeln der Aussprache und Rechtshreibung. Ein Leitfaden für Lehrer und Lernende im Königreiche Kroatien, Slavonien und Dalmatien, so wie in den angränzenden Provinzen: Istrien, Serbien und Bosnien rc. grammatikalisch verfaßt, Triest, 1843.
- Lavoslav Fürholzer, Horvatsko-slavonska slovnica za početnike, Varaždin, 1847.
- Andrija Stazić, Grammatica della lingua illirica ad uso degli amatori nazionali e stranieri che bramano d'impararla, Zadar, 1850.;[1] Grammatica illirica pratica secondo il metodo di Ahn e di Ollendorf, Split, 1855., (2.) 1861.
- Jerolim Šutina, Principi di grammatica illirica u rječniku Voccaboli di prima necessita, Zadar 1850., (2.) 1855., (3.) 1879.
- Fran Volarić, Ilirska slovnica za početne učionice, Terst, 1854.
- Andrija Torkvat Brlić, Grammatik der illyrischen Sprache wie solche im Munde und Schrift der Serben und Kroaten gebräuchlich ist, Wien, 1854. Ivan Danilo, Grammatica illirica, Zadar, 1855., Slovnica za srednja učilišta nižega reda. Uredio po Budmanijevoj. Zadar, 1873.
- Andrija Stazić (Andrea Stazich), Grammatica illirica practica: secondo il metodo di Ahn e di Ollendorff : spiegata dal maestro della III. classe nella Scuola normale di Zara, 1855.[2]
- Adolfo Veber Tkalčević, Skladnja ilirskoga jezika za srednja učilišta, Beč, 1859., (2.) 1862. Slovnica hèrvatska za srednja učilišta, Zagreb, 1871., (2.) 1873.; Slovnica hrvatska za srednja učilišta, Zagreb (3.) 1876.
- Vinko Pacel, Slovnica jezika Hrvatskoga ili Srbskoga, I. diel. Nauka o prieslovu. Zagreb, 1860.; Oblici književne hrvaštine, Karlovac, 1865.
- Pero Budmani, Grammatica della lingua serbo-croata (illirica), Beč, 1867.
- Paul Pierre, Abrégé de grammaire française-croate et de dictionnaire français-croate, Agram, 1868.
- Josip Vitanović, Slovnica hèrvatskoga jezika za nižu realku, Osĕk, 1872.; Gramatika hrvatskoga jezika za škole i samouke, Osiek, 1880., (2.) 1882., (3.) 1888., (4.) 1891.
- Dragutin Parčić, Grammatica della lingua slava (illirica), Zadar, 1873., (2.) 1878., prijevod na francuski: Grammaire de la langue Serbo-Croate, Paris 1877., (2.) 1904.
- Mirko Divković, Hrvatske gramatike I. dio. Oblici., Zagreb 1879.; Oblici hrvatskoga jezika za srednje škole, Zagreb, (2.) 1887., (3.) 1890, (4.) 1894., (5.) 1895.; Hrvatske gramatike II. dio. Sintaksa za školu., Zagreb, 1881.; Hrvatska sintaksa za školu, Zagreb, (2.) 1889., (3.) 1893., (4.) 1896.; Nauka o izreci za školu, Zagreb, 1880., (2.) 1881, (3.) 1885., (4.) 1888., (5.) 1892.; Rečenica za školu, Zagreb, (6.) 1895., (7.) 1898., (8.) 1899., (9.) 1901., (10.) 1907.,(11.) 1911., (12.) 1914., (13.) 1917.; Oblici i sintaksa hrvatskoga jezika za srednje škole, Zagreb, (6.) 1897., (7.) 1898., (8.) 1899., (9.) 1900., (10.) 1903., (11.) 1908., (12.) 1917.
- József Margitai, Horvát Nyelvtan, Velika Kaniža, 1884.
- Rudolf Strohal, Hrvatska slovnica za srednje i nalike im škole, Bjelovar, 1893.
- Frane Vuletić, Gramatika bosanskoga jezika za srednje škole, Nauka o glasovima i oblicima, Sarajevo, 1890.
- Tomo Maretić, Gramatika i stilistika hrvatskoga ili srpskoga književnog jezika, Zagreb, 1899., 2. izd. 1931.; Gramatika hrvatskoga ili srpskoga književnog jezika, Zagreb, 3. izd. 1963.
- Karl Kokolj, Grammatik der kroatischen (serbischen) Sprache, Pula, Buchdruckerei und Buchbinderei J. Krmpotić & co., 1904.[3]
- Josip Florschütz, Gramatika hrvatskoga jezika za ženski licej, preparandije i više pučke škole, Zagreb 1905., (2.) 1907., (3.) 1916., (7.) 2002. (izdanje 2002. pretisak je izdanja iz 1916.); Gramatika hrvatskoga ili srpskoga jezika za srednje i slične škole, Zagreb, (4.) 1940.; Hrvatska slovnica, Zagreb, (5.) 1941., (6.) 1943.
- Milan Rešetar, Elementar-Grammatik der kroatischen (serbichen) Sprache, Zagreb, 1916., (2.) 1922.
- Jozo Dujmušić, Repetitorij hrvatske slovnice, Zagreb, 1933.
- Julije Benešić, Gramatyka jezyka chorwackiego czyli serbskiego, Warszava, 1937., Instytut Wydawniczy "Bibljoteka Polska" (Na koricama je autorovo ime u obliku: Juljusz Benešić)
- Blaž Jurišić, Nacrt hrvatske slovice, I. Glasovi i oblici u poviestnom razvoju, Zagreb, 1944., (2.) 1992.; Nacrt hrvatske slovnice, Tvorba imenica u povijesnom razvoju rukopisno je završen 1948., a tiskan u Zagrebu 1992.
- Umberto Urbani, Grammatica della lingua croata, 1945.,[4]
- Ivan Brabec, Mate Hraste, Sreten Živković, Gramatika hrvatskoga ili srpskog jezika, Zagreb, 1952., (2.) 1954., (3.) 1958., (4.) 1961., (5.) 1963., (6.) 1965., (7.) 1966., (8.) 1968., (9.) 1970.
- Stjepko Težak – Stjepan Babić, Pregled gramatike hrvatskosrpskog jezika za osnovne i druge škole, Školska knjiga, Zagreb, 1966., (2.) 1969., (3.) 1970., (4.) 1971., (5.) 1972.; Pregled gramatike hrvatskoga književnog jezika, Školska knjiga, Zagreb, (6.) 1973. (u Londonu je 1974. u nakladi Nove Hrvatske izašlo fototipski pretisak, a izišao je i jedan pretisak londonskoga izdanja bez naznake izdavača, godine i mjesta izdanja); Gramatika hrvatskoga jezika - Priručnik za osnovno jezično obrazovanje, Školska knjiga, Zagreb, (7.) 1992., (8.) 1992., (9.) 1994., (10.) 1995., (11.) 1996., (12.) 2000., (13.) 2003., (14.) 2004., (15.) 2005., (16.) 2007., (17.) 2009., (18.) 2016.
- Josip Hamm, Kratka gramatika hrvatskosrpskog književnog jezika za strance, Zagreb, 1967.
- Slavko Pavešić i Zlatko Vince, Gramatika; Jezični savjetnik s gramatikom, Zagreb, 1971.
- Eugenija Barić, Mijo Lončarić, Dragica Malić, Slavko Pavešić, Mirko Peti, Vesna Zečević, Marija Znika, Priručna gramatika hrvatskoga književnog jezika, Zagreb, 1979.; Gramatika hrvatskoga književnog jezika, (2.) 1990.; Hrvatska gramatika, (3.) 1995., (4.) 1997., (5.) 2003., (6.) 2005.
- Stjepan Babić, Tvorba riječi u hrvatskom književnom jeziku, Zagreb, 1986., (2.) 1991., (3.) 2002.
- Radoslav Katičić, Sintaksa hrvatskoga književnog jezika, Zagreb, 1986., (2.) 1991., (3.) 2002.
- Stjepan Babić, Dalibor Brozović, Milan Moguš, Slavko Pavešić, Ivo Škarić, Stjepko Težak, Povijesni pregled, glasovi i oblici hrvatskoga književnog jezika, Zagreb, 1991.
- Mirko Berlaković, HRVATSKA GRAMATIKA, Mali pregled gramatike gradišćanskohrvatskoga i hrvatskoga jezika (usporedna gramatika), Eisenstadt/Željezno, 1995.
- Vinko Grubišić, Croatian Grammar, Zagreb, 1995.
- Dragutin Raguž, Praktična hrvatska gramatika, Zagreb, 1997.
- Snježana Kordić. 1997. Gramatika. Kroatisch-Serbisch. Ein Lehrbuch für Fortgeschrittene mit Grammatik. Buske. Hamburg. str. 122–188. ISBN 3-87548-162-3. OCLC 40305383. OL 15270855W. (CROSBI). (NSK)., 2. izd. 2004.
- Mirko Berlaković, Mali pregled gradišćanskohrvatske gramatike s razlaganjem na nimškom jeziku, Eisenstadt/Željezno, 2000.
- Sanda Ham, Školska gramatika hrvatskoga jezika, Zagreb, 2002., (2.) 2007., (3.) 2009., (4.) 2012., (5.) 2017.
- Ivo Sučić (gl. ur.), Gramatika gradišćanskohrvatskoga jezika, Znanstveni institut gradišćanskih Hrvatov, Željezno, 2003.
- Josip Silić – Ivo Pranjković, Gramatika hrvatskoga jezika za gimnazije i visoka učilišta, Zagreb, 2005., (2.) 2007.
- Stjepan Vukušić, Ivan Zoričić, Marija Grasselli-Vukušić, Naglasak u hrvatskome književnom jeziku, Zagreb, 2007.
- Stjepan Babić, Dalibor Brozović, Ivo Škarić, Stjepko Težak, Glasovi i oblici hrvatskoga književnog jezika, Zagreb, 2007.
- Ivan Rončević, Praktična gramatika gradišćanskohrvatskoga jezika / Praktische Grammatik der burgenländischkroatischen Sprache, Željezno / Eisenstadt, 2017.
- Lana Hudeček – Milica Mihaljević, Hrvatska školska gramatika, Zagreb, 2017.
- Ivan Rončević, Praktische Grammatik der kroatischen Sprache / Praktična gramatika hrvatskoga jezika, Eisenstadt / Željezno, 2019.

### Hrvatske kajkavske gramatike
- Josip Ernest Matijević, Pomum Granatum: worinnen durch die in dem Löbl. Warasdiner Generalat übliche Croatische Redens-Art der wahre Kern der Deutschen Sprache expliciret wird, Zagreb, 1771.
- Ivan Vitković, Gründe der kroatischen Sprache zum Nutzen der deutschen Jugend verfasst, Zagreb, 1779. (rukopis)
- Ignacije Szentmartony, Einleitung zur kroatischen Sprachlehre für Teutsche, Varaždin, 1783.
- Franc Kornig, Kroatische Sprachlehre oder Anweisung für Deutsche die kroatische Sprache in kurzer Zeit gründlich zu erlernen, Zagreb, 1790., (2.) 1795.
- Josip Ernest Matijević, Horvaczka Grammatika oder Kroatische Sprachlehre, Zagreb, 1810.
- Josip Đurkovečki, Jezichnica horvatzko-slavinzka za hasen Slavincev, i potrebochu oztaleh ztranzkoga jezika narodov (Kroatisch-Slavische Sprachlehre zum Nutzen der Slavonier und Gebrauche der übrigen auswärtigen Nationen), Pešta, 1826., pretisak 2007.
- Ignac Kristijanović, Grammatik der kroatischen Mundart, Zagreb, 1837.; Anhang zur Grammatik der kroatischen Mundart. Enthaltend: Eine Sammlung der nothwendigsten Wörter in der kroatisch-deutschen und deutsch-kroatischen Mundart, Zagreb, 1840.

## Vanjske poveznice
- Bartol Kašić: Institutionum linguae Illyricae libri duo (1604.), digitalna.nsk.hr
- Josip Ernest Matijević: Pomum Granatum: worinnen durch die in dem Löbl. Warasdiner Generalat übliche Croatische Redens-Art der wahre Kern der Deutschen Sprache expliciret wird (1771.), digitalna.nsk.hr
- Ignacije Szentmartony: Einleitung zur kroatischen Sprachlehre für Teutsche (1783.), books.google.hr
- Matija Antun Reljković: Nova slavonska, i nimacska gramatika (1789.), books.google.hr
- Franc Kornig: Kroatische Sprachlehre, oder Anweisung für Deutsche, die kroatische Sprache in kurzer Zeit gründlich zu erlernen (1795.), digital.onb.ac.at
- Josip Ernest Matijević: Horvaczka grammatika, oder Kroatische Sprachlehre (1810.), digitale-sammlungen.de
- Josip Đurkovečki: Jezichnica horvatzko-slavinzka za hasen Slavincev, i potrebochu oztaleh ztranzkoga jezika narodov (1826.), digital.onb.ac.at
- Ardelio Della Bella: Principj Elementari Della Grammatica Illirica (1837.), books.google.hr
- Ignac Kristijanović: Grammatik der kroatischen Mundart (1837.) + Anhang zur Grammatik der kroatischen Mundart (1840.), books.google.hr
- Adolfo Weber. 1859. Skladnja ilirskoga jezika za niže gimnazije. Institut za hrvatski jezik i jezikoslovlje. ISBN 978-953-6637-28-7